# Willy Peters
Willy Peters (* 5. September 1859 in Schwerin; † 1905) war ein deutscher Theaterschauspieler und Oberregisseur.

## Leben
Peters, Sohn des Charakterkomikers Josef Peters (* 1805 in Potsdam), absolvierte nach der Schule zuerst eine dreijährige Lehre bei einem Buch- und Kunsthändler. In Berlin nahm er Unterricht bei Adolf Bethge. 
Zuerst Volontär am Stadttheater Schwerin debütierte er am 9. Dezember 1878 als „Zweiter Mörder“ in „Richard III.“
Danach ging er nach Hildesheim, Lüneburg, Celle, Posen und Stettin. 1882/83 diente er ein als Einjährig-Freiwilliger. Es folgte Liegnitz, und 1884 ging er nach Königsberg, wo er bis 1891 blieb. 
Er nahm dann ein Engagement am Thomastheater in Berlin an. Mit diesem ging er von November 1892 bis Mai 1893 auf Tournee durch 33 Städte in den USA.
Zurückgekehrt wechselte er ans Hamburger Thaliatheater, wo er bis 1898 verblieb, um erneut nach Berlin ans Neue Theater zu wechseln. Dort arbeitete er ausschließlich als Oberregisseur. Ab 1901 war er in derselben Eigenschaft am Lessingtheater tätig, spielte dort aber auch auf der Bühne. 